# Angloarab Shagya

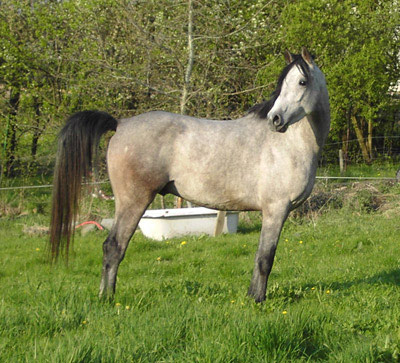
Młody, siwy ogier Shagya KS Kronjuwel

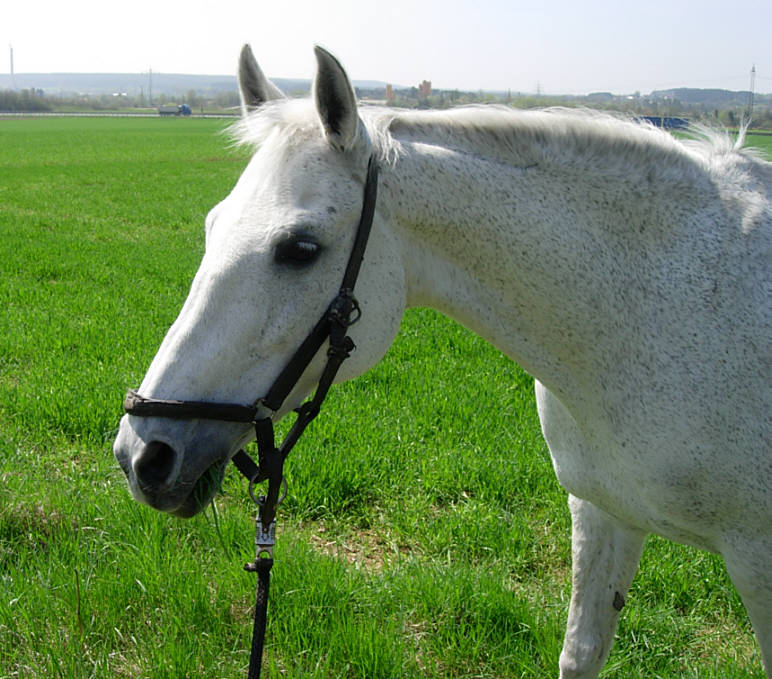
Siwa klacz Shagya XXII-49 w wieku 20 lat

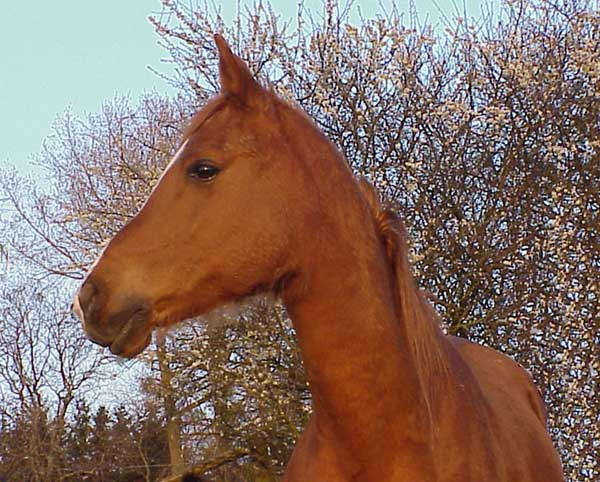
Kasztanowaty Shagya

Angloarab Shagya (nazwa w innych językach odpowiada często terminowi: Arab Shagya) – szlachetny koń o gorącym temperamencie i urodzie typowej dla koni arabskich, lecz większy i silniejszy od nich. Najczęściej maści siwej. Pochodzi z Węgier, gdzie nadal jest hodowany. Inne ośrodki hodowlane rozmieszczone są w krajach dawnej monarchii austro-węgierskiej i w Niemczech.

## Historia, pochodzenie
Konie te zostały wyhodowane w czasach monarchii austro-węgierskiej w celu uzyskania koni kawaleryjskich i lekkich zwierząt powozowych, w węgierskiej stadninie państwowej Babolna. Zgromadzono tam ponad 100 klaczy matek pochodzenia głównie arabskiego, jak również węgiersko-mołdawskich, lipicańskich i kladrubskich. Klacze kojarzono z ogierami arabskimi i przeprowadzano selekcję hodowlaną.
Po rozpadzie monarchii austro-węgierskiej, pogłowie tych koni rozdzielono między powstałe kraje. Babolna pozostała najważniejszym ośrodkiem hodowli angloarabów Shagya. Od lat 60.
XX wieku popularność rasy zaczęła rosnąć, po wcześniejszym okresie zapomnienia w czasach powojennych.
Do najważniejszych założycieli rasy należą:
- Shagya – siwy ogier z Damaszku, wyhodowany przez Beduinów z plemienia Bani-Saher,
- Siglavy, Gazlan, Dahoman i O'Bajan[1].

## Pokrój,eksterier
Głowa sucha, o profilu (lekko) szczupaczym. Szyja łabędzia, kłąb dobrze zaznaczony, łopatki krótkie i strome. Zad krótki, ścięty, dobrze umięśniony z charakterystycznym wysoko osadzonym ogonem. Mocne i suche kończyny, kopyta o twardym rogu. Umaszczenie zazwyczaj siwe, rzadziej gniade, kasztanowate i kare. Wysokość w kłębie: 150–160 cm.

## Użytkowanie
Dzięki wytrzymałości, lekkości i innym zaletom chodów, konie te dobrze sprawdzają się w sportach jeździeckich. Wykorzystywane są także w jeździe rekreacyjnej oraz do uszlachetniania innych typów koni.